# Kreva
Kreva (biélorusse : Крэва, Modèle:IPA-be; lituanien : Krėva; polonais : Krewo; russe : Крéво) est une ville dans le Voblast de Hrodna, en Biélorussie.
En 2004, la population est de 726 habitants.

## Histoire
La première mention remonte au XIIIe siècle. Le toponyme dérive du nom des peuples Krivichs.
Le château de Kreva est construit par le Grand-Duc de Lituanie, Ghédimin. Après sa mort en 1341, Kreva devient propriété de son fils et successeur, Olgierd. En 1382, le Grand-Duc Kęstutis est emprisonné à Kreva pendant la guerre civile de Lituanie (1381-84). Il sera par la suite assassiné sur l'ordre par son neveu Jagellon.
En 1385, l'Union de Krewo est signé en dans la ville.
En 1387, à la suite de la christianisation de la Lituanie, le Grand-Duc de Lituanie et désormais roi de Pologne, Ladislas II Jagellon, établit la première paroisse catholique en Lituanie païenne et construit une église, maintenant connue comme l'église Sainte-Marie.
Les ruines du château sont endommagés pendant la première Guerre Mondiale car se situant proche de la ligne de front. 
Avant la seconde Guerre mondiale, la communauté juive est importante et compte 500 membres dans le village. Après l'occupation allemande de la ville, les juifs sont emprisonnés dans un ghetto et contraints aux travaux forcés dans des conditions difficiles. Ils sont déportés dans les ghetto de Vilnius et d'Ashmyany en 1942.

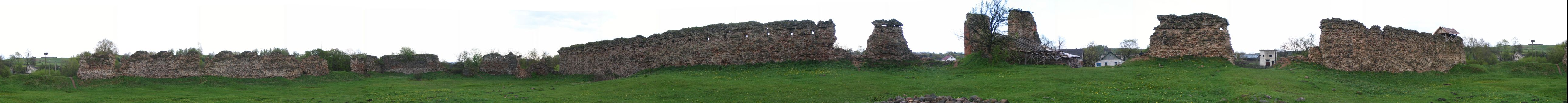
Les ruines du château de Kreva

## Personnalités
- Nathan Mileikowsky, rabbin, éducateur, écrivain et grand-père de Benyamin Netanyahou.
- Ouladzimir Niakliaïew poète bielorusse né en 1946 a passé son enfance à Kreva.